# Wielkie Organizacje Gospodarcze
Wielkie Organizacje Gospodarcze (WOG) – monopolistyczne struktury organizacyjne w gospodarce centralnie sterowanej.
Ich pomysł wyszedł z Komisji Partyjno-Rządowej dla Unowocześnienia Systemu Funkcjonowania Gospodarki i Państwa, która przygotowała reformę gospodarczą. Z zapowiadanej kompleksowej reformy, obejmującej także stanowienie cen i system planowania centralnego, zaczęto wdrażać nowy system ekonomiczno-finansowy przedsiębiorstw.
WOG-i były zjednoczeniami przemysłowymi, które wyposażono w cechy przedsiębiorstw o specjalnych uprawnieniach, m.in. zezwalających im na kształtowanie cen produktów.
Po eksperymentach w najlepszych pod względem ekonomicznym przedsiębiorstwach od 1973 r. system ten został upowszechniony, co oznaczało pewne usamodzielnienie części największych organizacji gospodarczych, przy formalnym zachowaniu nadrzędności planu centralnego.
Podstawowym parametrem oceniającym funkcjonowanie WOG-ów stała się produkcja dodana, która w skali całej gospodarki była odpowiednikiem dochodu narodowego.
Do 1975 r. powołano w Polsce 110 WOG-ów, które wytwarzały 67% produkcji przemysłowej. Do bardziej znanych należały zjednoczenia: chemii gospodarczej – Pollena, lotnicze – PZL, automatyki – Mera, farb – Polifarb i farmaceutyczne – Polfa.
Z powstaniem WOG-ów związana była likwidacja znacznej części państwowego przemysłu terenowego, mającego poważny udział w zaopatrzeniu rynku w towary konsumpcyjne. W konsekwencji niekorzystnie, w stosunku do krajów o gospodarce rynkowej, zmieniła się struktura przedsiębiorstw przemysłowych pod względem ich wielkości. W 1975 r. 49% pracowników przemysłu pracowało w zakładach zatrudniających ponad 1000 osób. Dominowały zatem trudne do zarządzania giganty wykorzystujące swoją monopolistyczną pozycję do wzrostu płac i cen, a w konsekwencji nierównowagi rynkowej.